# Saturn S-Series
La Serie S (S-Series) era parte de una familia de coches compactos de la compañía de automóviles Saturn. Esta fue la primera serie de vehículos fabricados por Saturn. La Plataforma automotriz Z de GM fue desarrollada únicamente para Saturn y comparte muy poco con el resto de los vehículos producidos por GM, la cual implementó un diseño "spaceframe," también visto en algunos Pontiac que permitía el uso de paneles de plástico para el cuerpo del coche en vez de usar metal. Estos paneles eran resistentes a golpes, lo cual ha sido un punto de ventas para Saturn hasta sus últimos modelos. La Serie S estuvo en el mercado desde el otoño de 1990 hasta el fin del año de modelo 2002, y fue rediseñada en el 1996/1997 y el 2000/2001.
La Serie S debutó con los modelos SC "Sports Coupe" (Coupe Deportivo en inglés) y SL "Sedán Level" (Nivel de Sedán) en el 1990 como modelos del año 1991. El modelo SW "Sedan Wagon" (Camioneta Sedan) debutó en el Salón del Automóvil de Detroit en el 1992.
Taiwán y Japón fueron los únicos países Asiáticos que lograron importar coches fabricados por Saturn. Desde el 1992 hasta el 1996, Los modelos SC y SL fueron vendidos en Taiwán. Desde el 1996 hasta el 2003, los modelos de la segunda generación fueron vendidos en Japón con el volante en el lado derecho del vehículo.
Canadá importó todos los modelos de Saturn desde el 1992 hasta el presente.
La Serie S fue reemplazado por el Saturn Ion, un coche más grande, en el 2003, el cual no logró el nivel de éxito de su predecesor antes del fin de su propia producción en el 2007.
Cupés y sedanes equipados con una transmisión manual fueron unos de los coches más eficientes en términos de consumo de energía disponibles en su tiempo. La Agencia de Protección Ambiental de los Estados Unidos estimó que estos vehículos podían utilizar 5.9 litros de combustible para viajar 100 kilómetros.

## Primera generación (1991-1995)

### SL/SW de Primera Generación

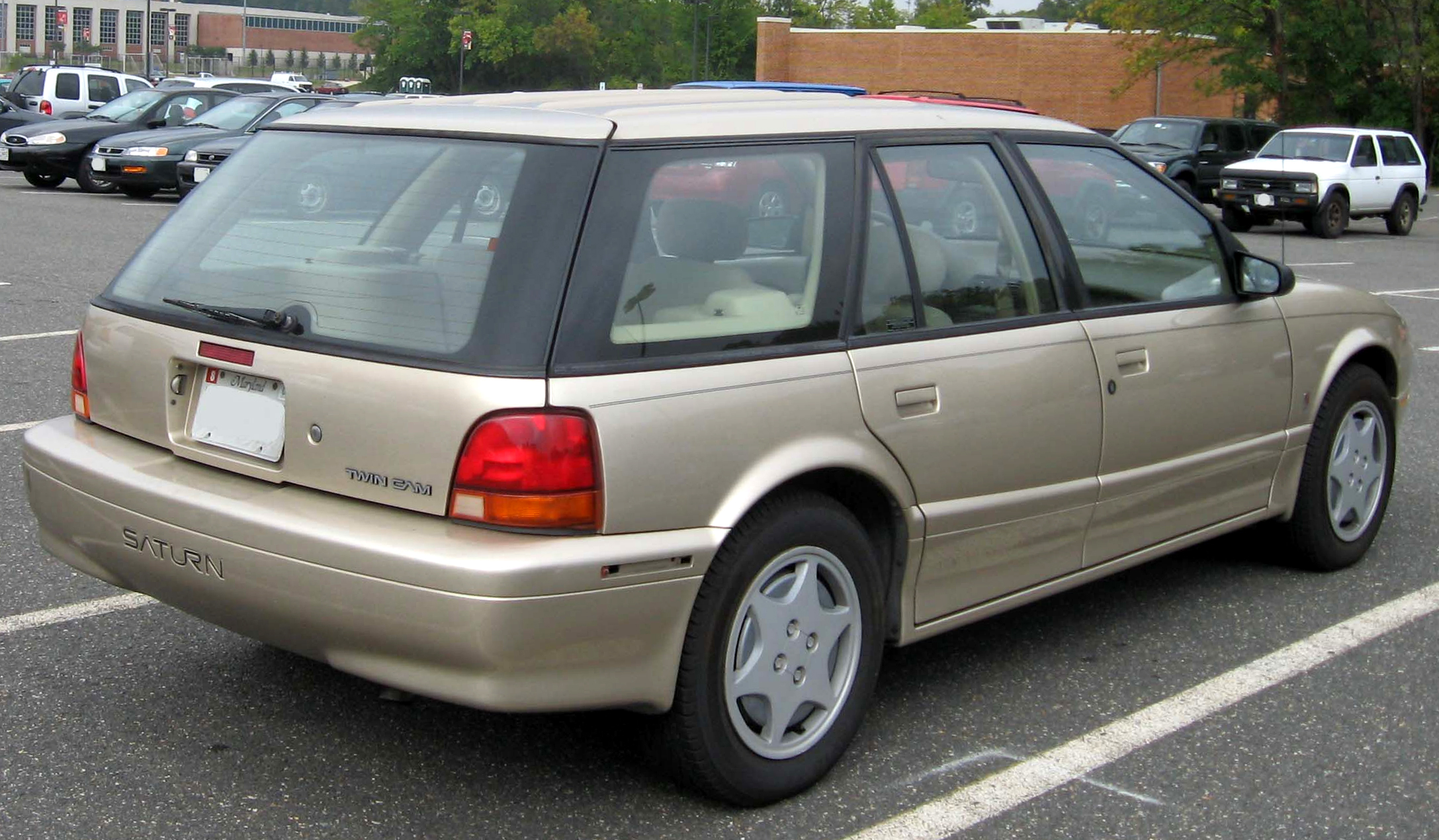
Saturn SW2

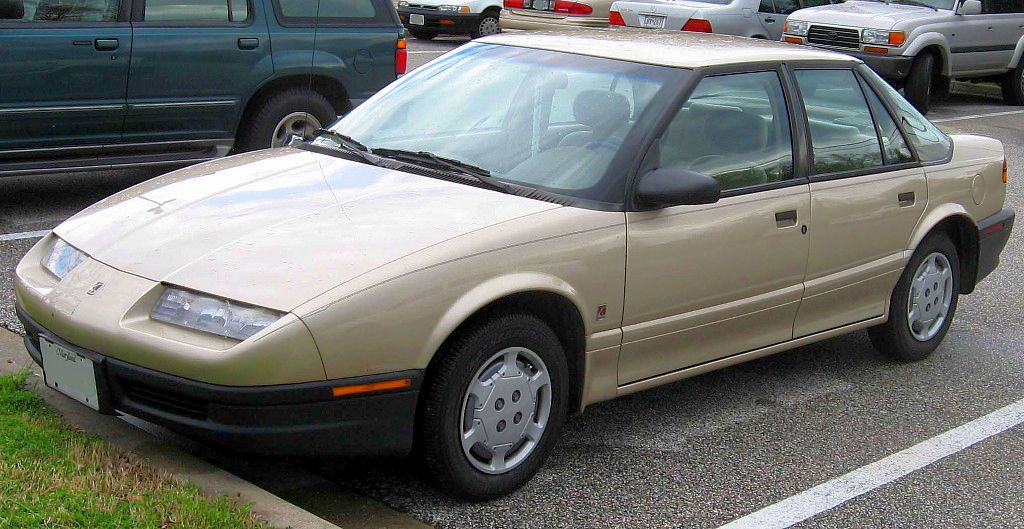
Saturn SL1

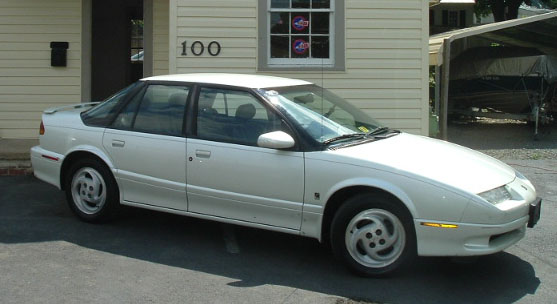
1994 Edición "Homecoming"

La primera generación SL y SW fueron fabricados desde el año de modelo 1991 hasta 1995. El primer Saturn que salió de la fábrica en Spring Hill, Tennessee fue fabricado el 30 de julio de 1990, el mismo día que el CEO de GM de ese tiempo, Roger Bonham Smith, se retiró. El coche era de color vino tinto con el interior marrón claro. Originalmente había dos niveles de lujo disponibles. El nivel SL1 utilizaba un motor SOHC de 4 cylindros de 1.9 Litros, llamado el LK0, que producía 63 kW de energía, el cual fue actualizado al motor L24 que producía 70 kW para el modelo del año 1995. El nivel SL2 utilizaba un motor DOHC de 4 cilindros de 1.9L que producía 92 kW. El SL1 y el SL2 ambos utilizaban 8.1 L/100 km de combustible en la ciudad y 6.7 L/100 km en la autopista. El SL1 y SL2 tenían un tanque de combustible de 45 litros, y por lo tanto podían viajar aproximadamente 618 km con un solo tanque de combustible basado en uso promedio de combustible de 7.4 L/100km. Propietarios del modelo básico reportan un nivel de consumo de combustible en vida real de aproximadamente 6.2 a 5.7 L/100km en la autopista con transmisión manual. Para los años 1991-1992 la Serie S destacaba el modelo básico "SL" disponible solo con una transmisión manual, el "SL1," "SL2," y "SC." Para el año 1993, la línea se expandió para incluir las camionetas SW1 y SW2, las cuales eran mecánicamente idénticas al SL1 y SL2. Todos los modelos fueron rediseñados en el interior para el año 1995. Todos los coches de la Serie S utilizaban una transmisión manual de cinco velocidades, o una transmisión automática de cuatro velocidades. Las transmisiones de los modelos con el motor DOHC estaban orientadas para mejorar aceleración, mientras que las transmisiones de los modelos SOHC estaban orientadas para ser más económicas.

### Saturns de Edición Especial
Una edición especial de regreso a casa (Homecoming) del SL2 fue lanzada en el 1994. Tenía una pintura especial de color blanco perlado (la cual era compartida con modelos Cadillac de ese año), emblemas de Saturn negros, spoiler, rines especiales de aluminio de 380mm, ABS, asientos de cuero gris, cabezales en los asientos de atrás, lámparas de niebla, y puertas y ventanas automáticas. Una ventana de techo, tocadiscos de CD, y transmisión automática con control de tracción eran opciones disponibles. Aproximadamente, 3,500 modelos de "Homecoming" fueron producidos.
En el 1998 y 1999, compradores del SC2 en rojo o blanco tenían la opción de comprar el paquete de Coupe de tope negro (Black Top Coupe Package) por $225.00 (EE. UU.). Estos modelos fueron llamados Coupe Rojo Caliente y Coupe Blanco Caliente (Red/White Hot Coupe), basado en su color exterior. El paquete venia con el panel de techo negro, espejos retrovisores de los lados negros, emblemas de Saturn negros, indicadores blancos, y rines especiales. Estos vehículos son extremadamente raros.
Número de vehículos producidos en estas ediciones limitadas:
1998:
Blanco - 213
Rojo - 657
1999:
Blanco - 285
Rojo - 284
En el 2001, un SC2 especial amarillo fue construido. El modelo fue llamado "Edición Abeja" (Bumblebee Edition), de los cuales 99 fueron producidos con un certificado de autenticidad. La "Edición Abeja" incluyó cabezales bordados, interior de cuero con acentos amarillos, techo y espejos negros, y número de producción en la puerta de acceso al tanque de gasolina. Estos no deben ser confundidos por vehículos SC2 amarillos regulares. En el 1999 un segundo "Homecoming Edition" fue creado que era de color menta con asientos de cuero marrón claros, indicadores especiales blancos, y emblemas Saturn negros para conmemorar la segunda visita de "vuelta a casa" a la fábrica en Spring Hill, Tennessee. El "Homecoming Edition" del 1999 también tenía todos los mismos lujos que el modelo del 1994. 4,000 vehículos del "Homecoming Edition" del 1999 fueron producidos.
Además de los Saturns de edición especial ya mencionados, también hubo un número limitado de camionetas Saturn que fueron producidas para entrega de correo. Estas camionetas tenían el volante en el lado derecho del vehículo. Entre el 1996 y el 2000 también fueron producidos varios vehículos de mano derecha para exportar a Japón.

### SC/SC2 de Primera Generación

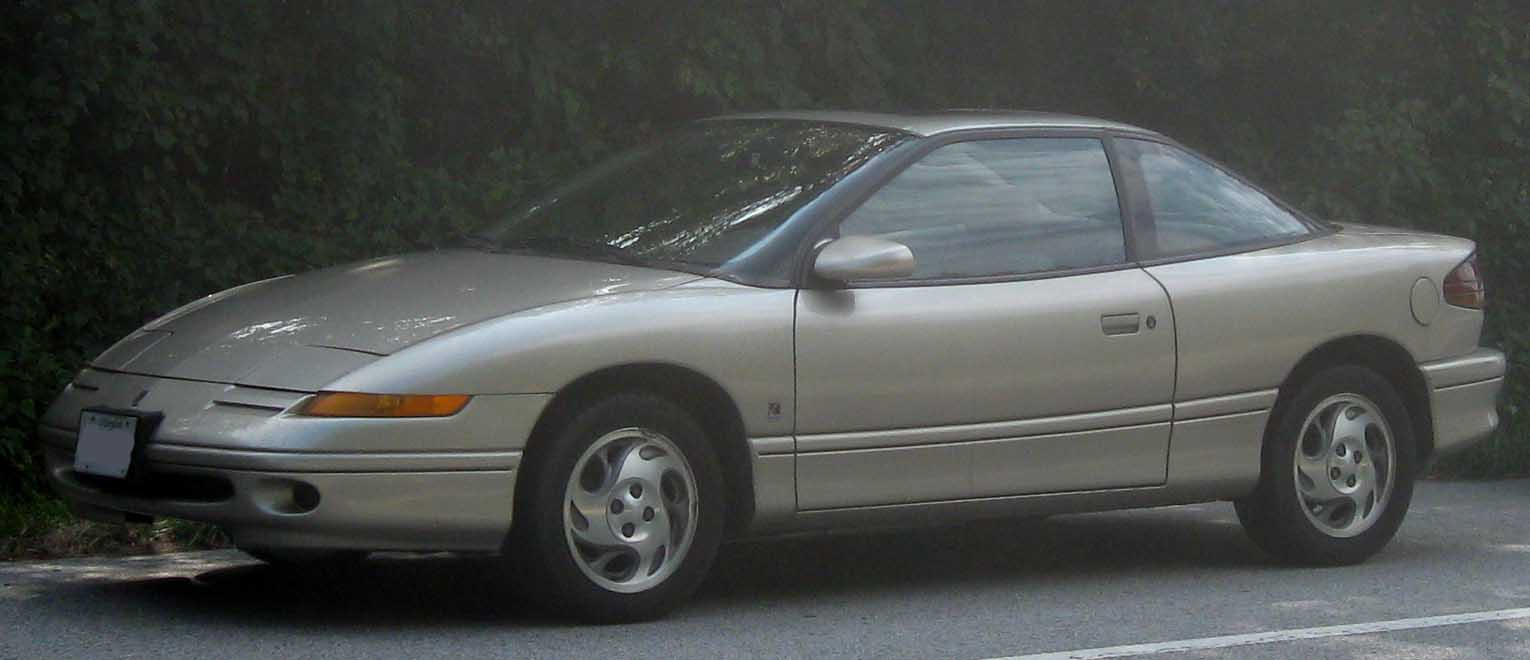
Saturn SC

La primera generación del SC fue producida desde el año de modelo 1991 hasta el 1996. Originalmente solo un nivel de lujo era disponible, con el motor LLO que se usó en el SL2/SW2. En el 1993, el SC original fue renombrado SC2 y un modelo básico SC1 fue agregado. El SC2 de primera generación recibió un rediseño básico en el 1995. El parachoques del frente del vehículo, las luces de atrás y el interior fueron rediseñados y conocidos especialmente por ser cómodos y económicos en gasto de combustible.

### SC1 de Primera Generación
Introducido para el año de modelo 1993, el SC1 fue creado como un coupe de nivel básico. El SC1 utilizaba el mismo motor LK0 que el SL1/SW1 entre el 1993 y 1994, y después uso el L24 que se usó entre el 1995 y 2002. El SC1 de primera generación era notablemente diferente que el SC2 más lujoso, con luces y parachoques diferentes, y luces traseras distintas.

## Segunda generación (1996-2002)

### SL/SW de Segunda Generación

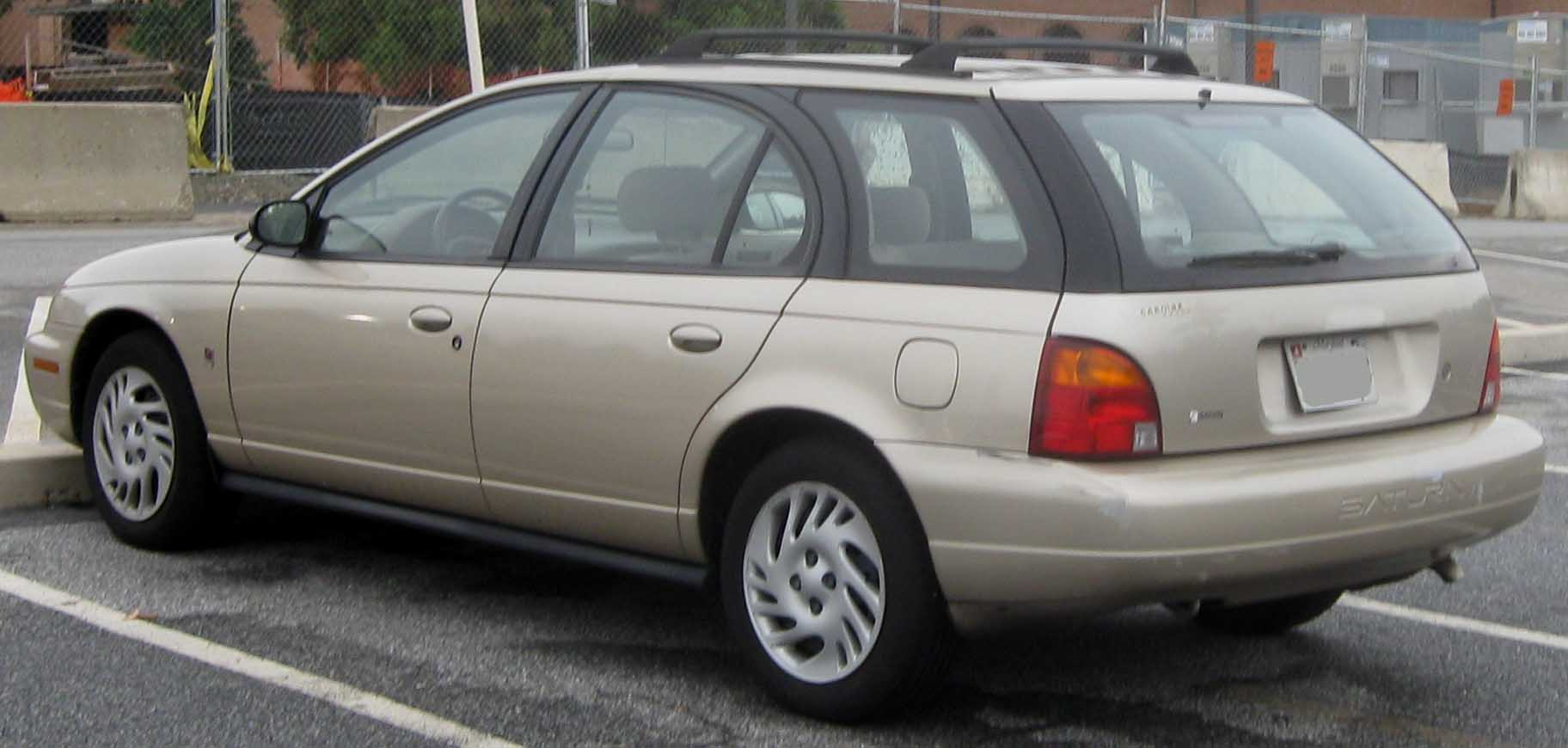
1996-1999 Saturn SW2

La segunda generación del SL y SW fueron hechos desde el año de modelo 1996 hasta el 2002, con un pequeño rediseño para el año 2000. El rediseño del 1996 resultó en una apariencia más redonda para el SL/SW, lo cual causó un pequeño aumento en espacio interior y tamaño de puertas, además de una apariencia actualizada. Mecánicamente muy poco cambio desde el modelo previo, aunque el 1996 fue el primer año del PCM OBDII.
Modelos del 1999 recibieron mejoras al motor que no afectaron el nivel de poder de los vehículos, pero los hizo manejar de una manera más suave y limpia. Estos cambios incluyeron nuevos pistones, bielas, etc.
El modelo del 2000-2002 fue rediseñado en el interior y exterior, resultando en 30mm agregados al largo del vehículo, aunque no hubo cambios mecánicos.

### SC de Segunda Generación

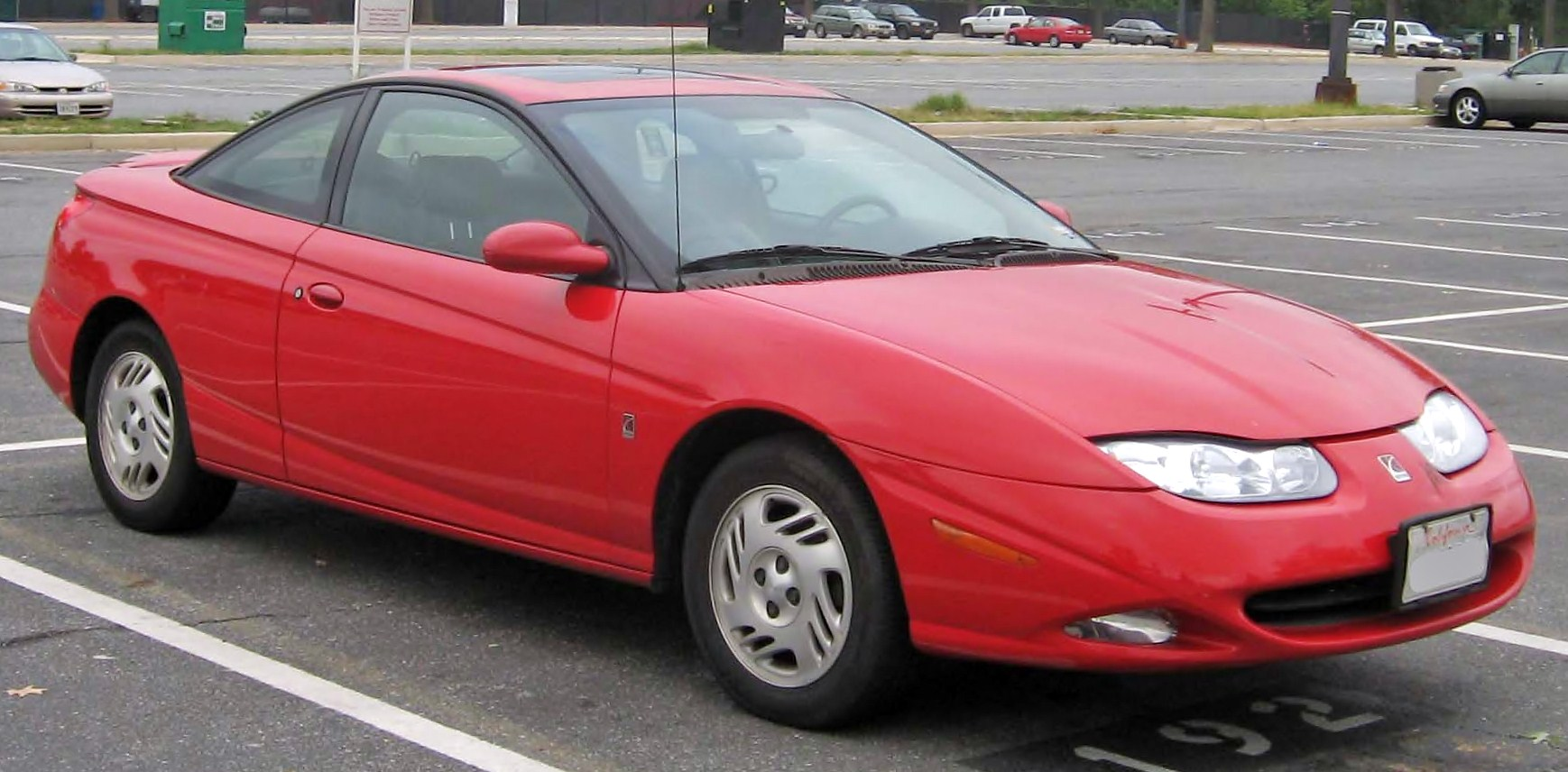
2001-2002 Saturn SC

El SC de segunda generación fue producido desde el año de modelo 1997 hasta el 2002, con un pequeño rediseño para el modelo del 2001. El SC de segunda generación también adaptó la misma distancia entre ejes que el SL/SW. El rediseño resultó en una apariencia más redonda para el SC, lo cual causó un aumento en espacio interior además de una apariencia actualizada. Mecánicamente muy poco cambio desde el modelo previo. Para el modelo del año 1999, una pequeña puerta de suicidio fue agregada al lado del conductor. Esta puerta hace más fácil la entrada y salida del asiento trasero. El mecanismo para abrir la puerta es inaccesible al menos de que la puerta de enfrente este abierta; esto prohíbe que una persona en el coche abra o cierre la puerta trasera cuando el coche se está moviendo.

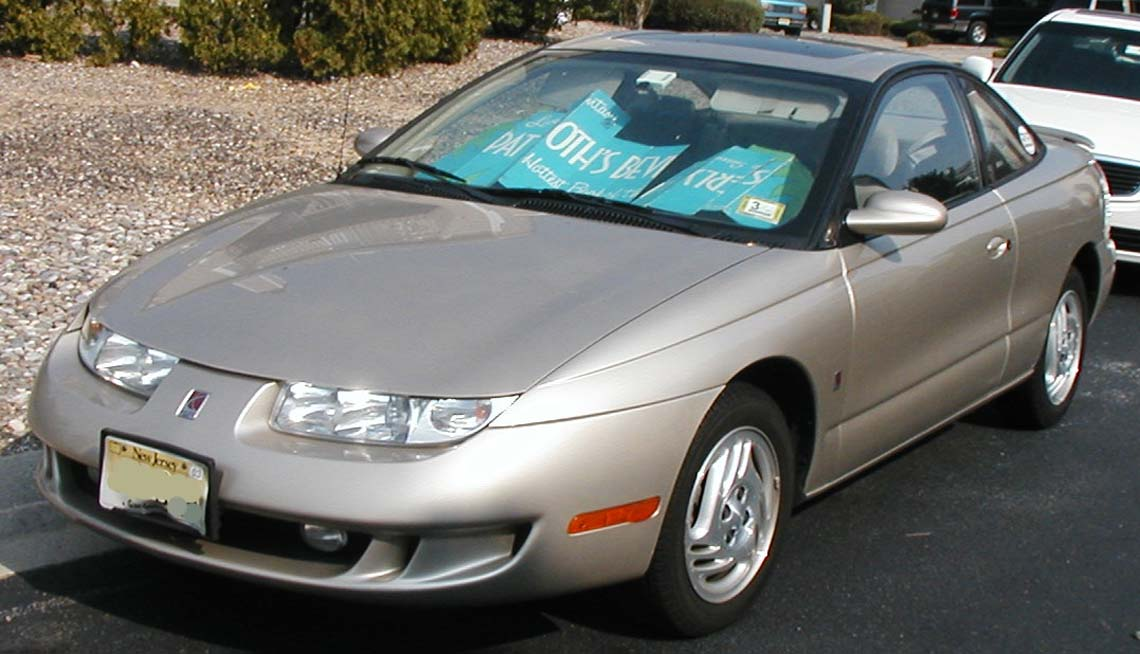
1997-2000 Saturn SC

El modelo del 2000 mantuvo el mismo exterior, pero uso el interior rediseñado del SL y SW.

### 2003
Producción de la Serie S terminó después del año de modelo 2002. El vehículo fue reemplazado por uno basado en la plataforma Delta de GM, el Saturn Ion. Esto también marco el fin del uso de diseños únicos en Saturn, porque el Ion, a diferencia de la Serie S, comparte su plataforma y motor con otros vehículos GM como el Chevrolet Cobalt, Chevrolet HHR, Pontiac G5, y su eventual sucesor, el Saturn Astra.

## Producción estimada
En la lista siguiente esta un estimado del número de vehículos producidos en esta línea desde el 1991 hasta el 2002. Esta información está disponible en "The Encyclopedia of American Cars" escrito por Auto Editors of Consumer Guide, Copyright 2002.
| approx. 10,000 SC                     | SC                                  | SC1/SC2                             |  |  |
| approx. 38,629 SL/SL1/SL2             | SL/SL1/SL2                          | SL/SL1/SL2 SW1/SW2                  |  |  |
| 1994- 267,518 fabricados              | 1995- 302,988 fabricados            | 1996- 294,198 fabricados            |  |  |
| SC1/SC2                               | SC1/SC2- 62,434                     | SC1/SC2                             |  |  |
| SL/SL1/SL2 SW1/SW2                    | SL/SL1/SL2- 221,102 SW1/SW2- 19,452 | SL/SL1/SL2 SW1/SW2                  |  |  |
| 1997- 314,992 fabricados              | 1998- 219,765 fabricados            | 1999- 275,633 fabricados            |  |  |
| SC1/SC2- 70,711                       | SC1/SC2- 38,591                     | SC1/SC2- 52,965                     |  |  |
| SL/SL1/SL2- 213,182 SW1/SW2- 31,099   | SL/SL1/SL2- 160,759 SW1/SW2- 20,415 | SL/SL1/SL2- 203,578 SW1/SW2- 19,090 |  |  |
| 2000- 169,866 fabricados              | 2001- 117,842 fabricados            | 2002- Figuras no disponibles        |  |  |
| SC1- 8,517 SC2- 8,724                 | SC1- 23,584 SC2- 17,414             |                                     |  |  |
| SL/SL1- 74,085 SL2- 68,907 SW2- 9,633 | SL/SL1/SL2- 73,428 SW2- 3,416       | Figuras no Disponibles              |  |  |